# Peter Kjær
Peter Kjær (ur. 5 listopada 1965 we Fredericii) – duński piłkarz występujący na pozycji bramkarza.
Karierę rozpoczynał w Vejle BK, przeniósł się z niego do Silkeborgu. Jako zawodnik obydwu tych drużyn zdobył dwa mistrzostwa Superligaen, z drugim w 1997 wygrał Puchar Intertoto i zakwalifikował się do rozgrywek o Puchar UEFA. W 2001 przeniósł się do Beşiktaşu JK, jednak już po połowie sezonu odszedł do szkockiego Aberdeen F.C. Zakończył karierę w 2003 roku.
Zaliczył debiut w reprezentacji Danii 25 kwietnia 2001, w wieku 35 lat i zaliczył w niej łącznie 4 występy. Był powołany na mundial 1998, EURO 2000 i mundial 2002. Na wszystkich tych imprezach siedział jedynie na ławce rezerwowych i nie zagrał ani minuty ze względu na bezkonkurencyjnego w bramce Petera Schmeichela.